# Del Close
Del Close (Manhattan, Kansas; 9 de marzo de 1934-Chicago, Illinois; 4 de marzo de 1999) fue un actor, improvisador, escritor y profesor. Considerado una de las influencias en el teatro de improvisación moderno, Close apareció en varias películas y programas de televisión. Fue coautor del libro Truth in Comedy, que describe las técnicas ahora comunes al "Long Form" (una variedad del teatro de improvisación), así como la estructura general de "Harold", que sigue siendo un marco común para más escenas de improvisación.

## Primeros años
Fue hijo de un padre alcohólico. Se escapó de casa a los 17 años para trabajar en un espectáculo ambulante, pero volvió para estudiar en la Kansas State University. A los 19, actuaba en una compañía teatral en Wisconsin.

## Carrera

### Inicios
A los 23 años, se convirtió en miembro de la compañía teatral Compass Players en San Luis, Misuri. Cuando la mayoría del elenco - incluyendo a Mike Nichols y Elaine May - se mudó a Nueva York, él los siguió. Desarrolló un acto de comedia la comedia en la revista musical de Broadway "The Nervous Set", y luego actuó en una pequeña compañía de improvisación en Greenwich Village con Mark y Barbara Gordon, con los que había aparecido con la Compass Players en Chicago.
También trabajó con John Brent para grabar la sátira How to Speak Hip. El álbum se convirtió en un registro muy apreciado por los DJs de todo el mundo, y fue uno de los álbumes de comedia favorita de Brian Wilson.

### 1960-1970
En 1960, Close se mudó a Chicago para trabajar en The Second City. Close fue despedido debido a su abuso de sustancias y pasó la segunda mitad de la década de 1960 en San Francisco, donde fue director de The Committee theater.
Después de regresar a Chicago en la década de 1970, fue contratado nuevamente para dirigir The Second City. También actuó y dirigió el programa en Toronto en 1977. Durante la siguiente década ayudó a desarrollar muchas de las rutinas de los principales y más populares comediantes. Muchos de sus protegidos destacarán en el campo de la comedia; en cierto momento, aproximadamente una cuarta parte del reparto de Saturday Night Live estuvo compuesto por sus antiguos alumnos.

### 1980-1990
Pasó la década de 1980 en Nueva York, como "House Metaphysician" en Saturday Night Live, el entrenador del elenco a raíz de la salida del productor Lorne Michaels. Pasó desde mediados de la década de 1980 hasta finales de 1990 en la enseñanza de la improvisación, colaborando con Charna Halpern en Yes And Productions y en Improv Olympic.
A pesar de que sufría un enfisema, siguió consumiendo marihuana y suplementos de tabaco. Durante este período, actuó en varias películas, incluyendo a un concejal corrupto en The Untouchables y un profesor de Inglés en Ferris Bueller's Day Off. También fue coautor de la antología de terror Wasteland con John Ostrander, y coescribió varios tramos de Munden Grimjack. Se unió con Charna Halpern al Teatro ImprovOlympic, que había fundado y dirigido brevemente en Compass Players con David Pastor.
La leyenda cuenta que las últimas palabras de Close fueron: "Estoy cansado de ser la persona más divertida en la habitación."

## Fallecimiento
Antes de morir, legó su cráneo para que se usara en el Teatro Goodman para las producciones de Hamlet, con él debidamente acreditado en el programa, como Yorick. Charna Halpern, su socia profesional durante muchos años y ejecutora de su testamento, hizo entrega de un cráneo al teatro, que según ella era el suyo, en una ceremonia televisada de alto perfil el 1 de julio de 1999.
En 2006, la primera página del Chicago Tribune informó que la donación de cráneo era un engaño, hecho que fue publicado entonces en todo el país, citando la presencia de dientes, siendo Del Close desdentado al momento del deceso, además de mostrar marcas de autopsia, que no se le hizo a Del Close. Halpern mantuvo su historia en ese momento, pero tres meses después, en una entrevista en The New Yorker, admitió que había sido incapaz de cumplir el deseo de Close y que había comprado el cráneo a una empresa de suministros médicos.
Para recordarlo, sus antiguos alumnos del Upright Citizens Brigade Theatre crearon el anual The Del Close Marathon, tres días de improvisación continua por parte de cientos de artistas en varios lugares de la ciudad de Nueva York. Su voz se puede escuchar en la narración de los créditos de apertura de las dos primeras temporadas de la serie de televisión Upright Citizens Brigade, que en su elenco cuenta con un grupo de sus antiguos alumnos.

## Alumnos notables
- Dan Aykroyd
- James Belushi
- John Belushi
- Matt Besser
- Heather Anne Campbell
- John Candy
- Stephen Colbert
- Andy Dick
- Brian Doyle-Murray
- Rachel Dratch
- Chris Farley
- Tina Fey
- Neil Flynn
- Aaron Freeman
- Jon Glaser
- Wavy Gravy
- Tim Kazurinsky
- David Koechner
- Shelley Long
- Adam McKay
- Tim Meadows
- Susan Messing
- Jerry Minor
- Bill Murray
- Joel Murray
- Mike Myers
- Bob Odenkirk
- Tim O'Malley
- David Pasquesi
- Amy Poehler
- Gilda Radner
- Harold Ramis
- Ian Roberts
- Andy Richter
- Mitch Rouse
- Horatio Sanz
- Amy Sedaris
- Brian Stack
- Eric Stonestreet
- Miles Stroth
- Dave Thomas
- Vince Vaughn[5]
- Matt Walsh
- Stephnie Weir
- George Wendt